# Christian Daniel Schmückle
Christian Daniel Schmückle (* 24. August 1797 in Backnang; † 29. August 1885 ebenda) war ein württembergischer Stadtschultheiß und Landtagsabgeordneter.

## Leben und Werk
Der Sohn des Färbers Heinrich Daniel Schmückle war Schönfärber und Stadtpfleger in Backnang. Seit 1834 war er Mitglied des Stadtrats von Backnang. 1845 wurde er zum Stadtschultheiß gewählt. Er übte dieses Amt bis 1878 aus.
1838 siegte Christian Daniel Schmückle bei der Wahl zum württembergischen Landtag im Wahlkreis Backnang. Von 1838 bis 1849 gehörte er der Zweiten Kammer an.

## Ehrungen
- Christian-Schmückle-Staffel in Backnang